# Max Reich (Mediziner)

Max Reich an Bord der Cap Trafalgar im April 1914 (stehend ganz rechts, neben dem bärtigen Kapitän)

Max Reich (* 3. Mai 1862 in Berlin; † 4. November 1943 in Meran) war ein deutscher Chirurg und Sanitätsoffizier.

## Leben
Reich studierte an der Friedrich-Wilhelms-Universität zu Berlin und der Eberhard-Karls-Universität Medizin. Am 3. Dezember 1883 wurde er im Corps Rhenania Tübingen recipiert. Nach dem  Staatsexamen wurde er im Dreikaiserjahr zum Dr. med. promoviert. Er trat in das Sanitätskorps der Kaiserlichen Marine. Heinrich von Preußen ernannte ihn 1895 zum Leibarzt. Ausgedehnte Reisen unterbrach er für weitere medizinische Ausbildung. Als Oberstabsarzt nahm er 1904 seinen Abschied. Als Chirurg am German Hospital in New York City wurde er von Berlin aus zum Professor ernannt. 1907 kehrte er als Chirurg und Frauenarzt nach Berlin zurück. 1912 wurde er Chefarzt der Mission des Ägyptischen Roten Kreuzes im Ersten Balkankrieg. Im Zweiten Balkankrieg war er leitender Chirurg eines Lazaretts. Im Frühjahr 1914 begleitete er Prinz Heinrich und dessen Frau wiederum als Leibarzt auf deren Südamerikareise auf der Cap Trafalgar nach Buenos Aires (er nannte sich dabei „Professor Dr. Reich“). Zum  Generaloberarzt  befördert, kam er im Ersten Weltkrieg nach Flandern, in die Türkei, nach Mesopotamien, Persien und Syrien. Nachdem er 1919 das argentinische Staatsexamen bestanden hatte, war er als Arzt in Buenos Aires tätig. Er kehrte 1923 nach Deutschland zurück, war aber von 1924 bis 1931 wieder in Argentinien. Danach in Berlin, war er meist auf Reisen. Er starb unverheiratet mit 81 Jahren.